# Вашингтон (округ, Индиана)
Ва́шингтон (англ. Washington County) — округ в США, штате Индиана. Официально образован в 1814 году. По состоянию на 2010 год, численность населения составляла 28 262 человека. Получил своё название по имени первого президента США Джорджа Вашингтона.

## География
По данным Бюро переписи США, общая площадь округа равняется 1 338 км², из которых 1 331 км² суша и 7 км² или 0,56 % это водоёмы.

### Соседние округа
- Джэксон (Индиана) — север
- Скотт (Индиана) — северо-восток
- Кларк (Индиана) — юго-восток
- Флойд (Индиана) — юго-юго-восток
- Харрисон (Индиана) — юг
- Крофорд (Индиана) — юго-запад
- Ориндж (Индиана) — запад
- Лоренс (Индиана) — северо-запад

## Климат
Климат в этой области характеризуется жарким влажным летом и, как правило, мягкой или прохладной зимой. Согласно системе классификации климата Кёппена, в округе Вашингтон влажный субтропический климат, на климатических картах сокращённо обозначаемый аббревиатурой «Cfa».

## Демография
По данным переписи населения 2000 года в округе проживает 27 223 жителей в составе 10 264 домашних хозяйств и 7 585 семей. Плотность населения составляет 20 человек на км². На территории округа насчитывается 11 191 жилое строение, при плотности застройки 22 строения на км². Расовый состав населения: белые — 98,75 %, афроамериканцы — 0,13 %, коренные американцы (индейцы) — 0,13 %, азиаты — 0,16 %, гавайцы — 0,01 %, представители других рас — 0,24 %, представители двух или более рас — 0,58 %. Испаноязычные составляли 0,73 % населения независимо от расы .
В составе 35,00 % из общего числа домашних хозяйств проживают дети в возрасте до 18 лет, 60,20 % домашних хозяйств представляют собой супружеские пары проживающие вместе, 9,20 % домашних хозяйств представляют собой одиноких женщин без супруга, 26,10 % домашних хозяйств не имеют отношения к семьям, 22,20 % домашних хозяйств состоят из одного человека, 9,00 % домашних хозяйств состоят из престарелых (65 лет и старше), проживающих в одиночестве. Средний размер домашнего хозяйства составляет 2,62 человека, и средний размер семей 3,05 человека.
Возрастной состав округа: 26,50 % моложе 18 лет, 8,70 % от 18 до 24, 29,70 % от 25 до 44, 23,00 % от 45 до 64 и 12,00 % от 65 и старше. Средний возраст жителя округа 36 лет. На каждые 100 женщин приходится 100,10 мужчин. На каждые 100 женщин старше 18 лет приходится 97,20 мужчин.
Средний доход на домохозяйство в округе составлял 36 630 USD, на семью — 42 618 USD. Среднестатистический заработок мужчины был 29 929 USD против 21 944 USD для женщины. Доход на душу населения был 16 748 USD. Около 7,30 % семей и 10,60 % общего населения находились ниже черты бедности, в том числе — 13,30 % молодежи (тех кому ещё не исполнилось 18 лет) и 9,40 % тех кому было уже больше 65 лет.